# نهر ديترويت

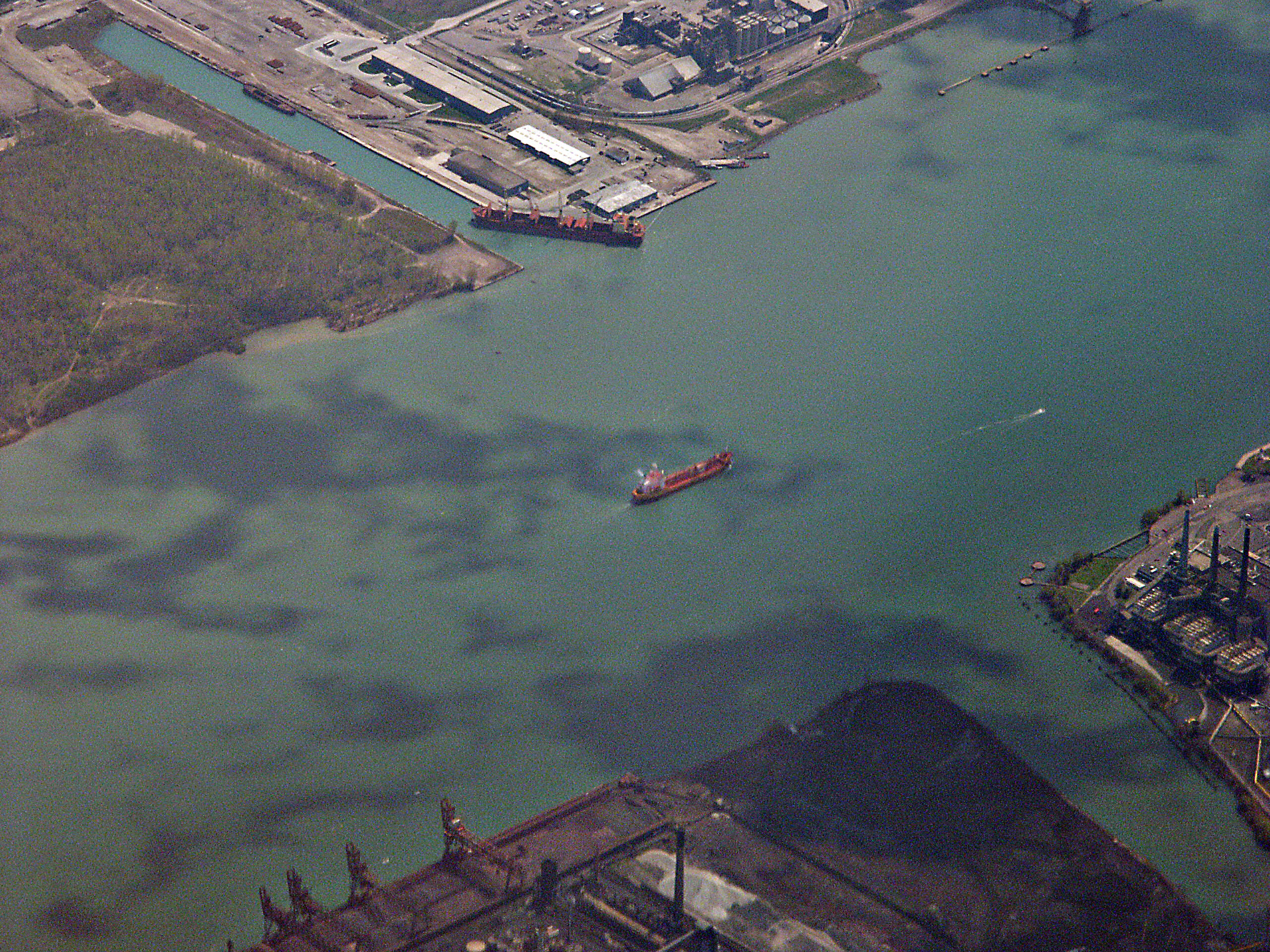
نهر ديترويت

نهر ديترويت (بالإنجليزية: Detroit River)‏ هو نهر قصير يتدفق جنوباً من بحيرة سانت كلير إلى بحيرة إري على الحدود بين الولايات المتحدة وكندا، وهو أحد أنشط الطرق المائية الداخلية في العالم. يقع جنوب شرق ميشيغان ويمثل الحدود بينها وبين أونتاريو بكندا. يمر بمدينتي ديترويت ووينزر الكندية حيث تربط المدينتين بجسر ونفق. يبلغ طوله 51 كيلومتراً، ويتراوح عرضه فيما بين 1 إلى 4 كيلومترات ويعد جزء من نظام البحيرات الكبرى. أخذ اسم النهر من عبارة "Rivière du Détroit" في اللغة الفرنسية والتي تعني «نهر المضيق». يقع النهر على ارتفاع 175 م فوق مستوى سطح البحر. أكبر الجزر الواقعة في النهر هي جزيرة بيلي وغروسي إلى (في ميشيغان) وفايتينغ آيلاند (في كندا).

## أهم الجسور
- جسر أمباسادور